# The Beginning of the End
The Beginning of the End – pierwszy odcinek czwartego sezonu serialu telewizyjnego Zagubieni. Jest to drugi odcinek, w którym zamiast wspomnień oglądamy wizje z przyszłości.
- Pierwsza emisja: 31 stycznia 2008
- Data emisji w Polsce: 6 kwietnia 2008 (AXN)
- Futurospekcje: Hugo „Hurley” Reyes

## Treść
Po nawiązaniu kontaktu z ekipą ratunkową rozbitkowie oczekują na przybycie wybawców. Desmond przekazuje grupie na plaży treść wiadomości od Charliego. Kiedy dowiaduje się o tym cała reszta, nastaje podział na dwa obozy. Jeden pod dowództwem Jacka czeka na ratunek, natomiast drugi, pod dowództwem Locke'a idzie do baraków.
Nazwa odcinka wzięła się ze słów Bena w ostatnim odcinku trzeciej serii gdy Jack miał się połączyć ze statkiem Naomi. "Jeżeli to zrobisz to będzie początek końca".

## Odbiór
Oscar Dahl z BuddyTV nazwał odcinek "najbardziej oczekiwaną premierą sezonu tego roku". Epizod obejrzało około 16 milionów amerykańskich widzów.
Maureen Ryan z Chicago Tribune "błogo spędziła każdą minutę" w recenzji napisała, że "nie znalazła żadnych uchybień".
Adam Buckman z New York Post dał epizodowi cztery na pięć gwiazdek.
Mniej pozytywną recenzję wydał Rodney Ho z The Atlanta Journal-Constitution: "zadowalający powrót z odrobiną dramaty i patosu ... [to] wystarczy, by fani czekali na więcej", David Hinckley z Daily News ocenił odcinek na trzy gwiazdki na cztery możliwe.